# آلن کراب
آلن کراب (انگلیسی: Allen Crabbe؛ زادهٔ ۹ آوریل ۱۹۹۲) بازیکن بسکتبال اهل ایالات متحده آمریکا است.

## حرفه
از باشگاه‌هایی که در آن بازی کرده‌است می‌توان به پورتلند تریل بلیزرز و بروکلین نتس اشاره کرد.